# Нажэмба, Фаузия
Фаузия Нажэмба (англ. Fauzia Najjemba) — угандийская футболистка, нападающая московского «Динамо» и сборной Уганды.

## Спортивная карьера
Нажэмба выросла в городе Накифума и принадлежит к народу ганда. Воспитанница Mukono High school (г. Муконо). Играла в Чемпионате Уганды в клубе «Кампала Куинс».
В 2022 году перешла в казахстанский клуб «БИИК-Шымкент», в котором стала чемпионом Казахстана 2022 года. Также в июле 2022 года Нажэмба вместе со своим клубом приняла участие в Международном Кубке РЖД. «БИИК-Шымкент» вышел в финал соревнований, где уступил московскому «Локомотиву» (0:2). Фаузия Нажэмба вышла на игру в стартовом составе казахстанской команды.
С января 2023 года — игрок московского «Динамо». Стала лучшим бомбардиром межсезонья — 5 голов (все — в товарищеском матче с ЖФК «Конкордия»). 1 апреля 2023 года забила свой первый гол за «Динамо» в официальных матчах — в ворота ЖФК «Звезда-2005» (2:2). В этом же матче оформила свой первый дубль за «Динамо». Вместе с Кайлан Уиллиамс (11 мячей в чемпионате) стала лучшим бомбардиром «Динамо» в сезоне 2023 (7 мячей в чемпионате + 4 мяча в кубке).
Нажэмба дебютировала за национальную команду Уганды в 16-летнем возрасте, после чего стала стабильно вызываться в сборную. В 2022 году Фаузия вошла в окончательный список сборной Уганды на Кубок африканских наций, где в итоге сыграла во всех трёх матчах команды на групповом этапе.